# Ruschia canonotata
Ruschia canonotata är en isörtsväxtart som beskrevs av Schwant. Ruschia canonotata ingår i släktet Ruschia och familjen isörtsväxter. Inga underarter finns listade i Catalogue of Life.